# Mercedes-Benz 300 SL
La Mercedes-Benz 300 SL (W198) « papillon » est un modèle d'automobiles à deux places coupé et cabriolet du constructeur automobile allemand Mercedes-Benz conçu et dessiné par le designer Friedrich Geiger, commercialisé de 1954 à 1963 et entré depuis dans la légende des automobiles de rêve.
Elle est considérée comme la plus emblématique des Mercedes produites après la Seconde Guerre mondiale pour son originalité, ses qualités techniques et esthétiques.

## Historique
À la suite de la victoire de la Mercedes-Benz W194 « 300 SL » à la Carrera la sl Panamericana 1952, le très dynamique concessionnaire multi-marque américain Max Hoffman vient trouver les dirigeants de Mercedes-Benz à Stuttgart pour les convaincre de réaliser une version de route de la W194. Sûr de son fait et de sa clientèle, il commande les 1 000 premiers exemplaires et livre même un important acompte.

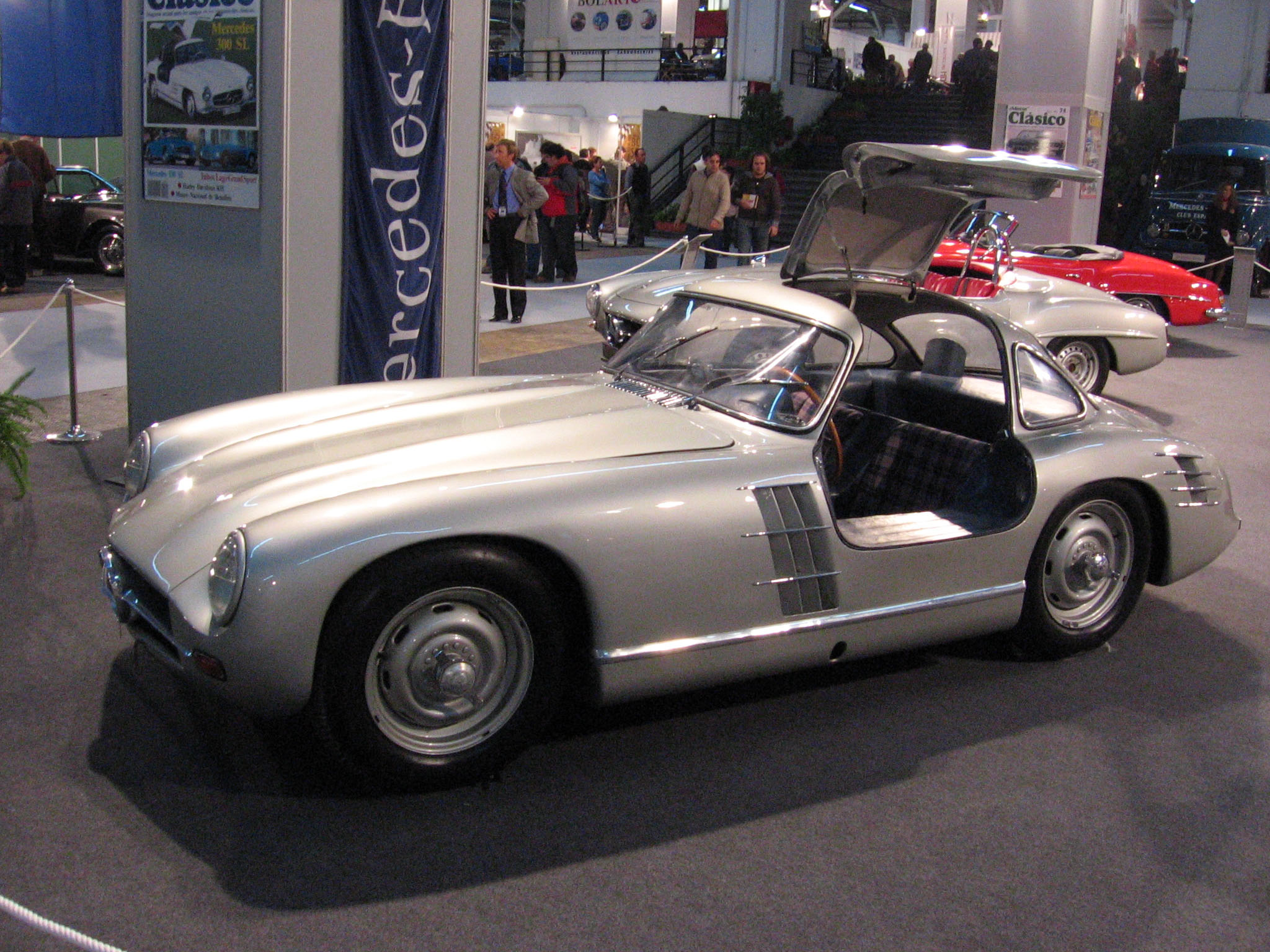
Prototype de 1953
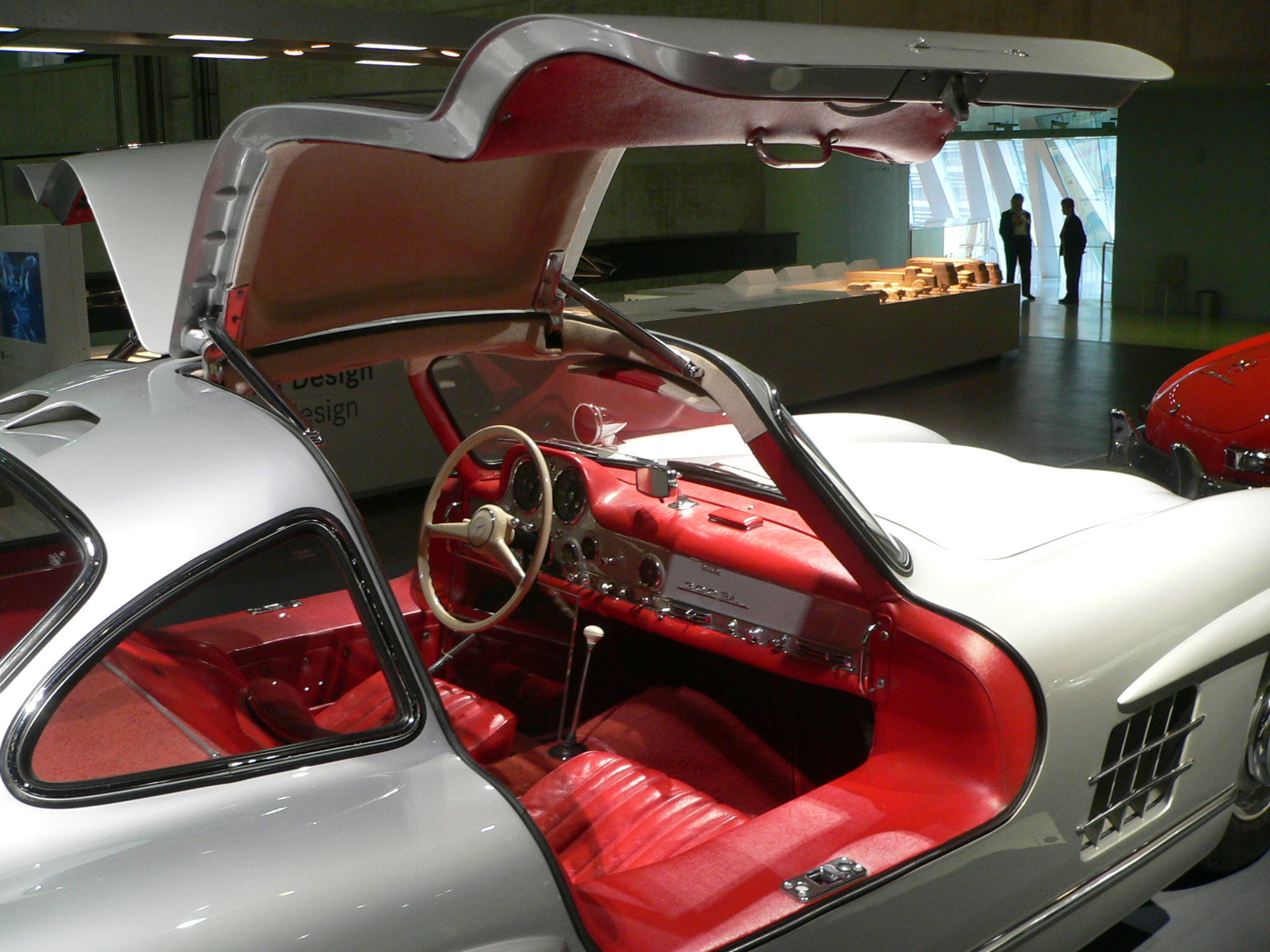
Musée Mercedes-Benz de Stuttgart
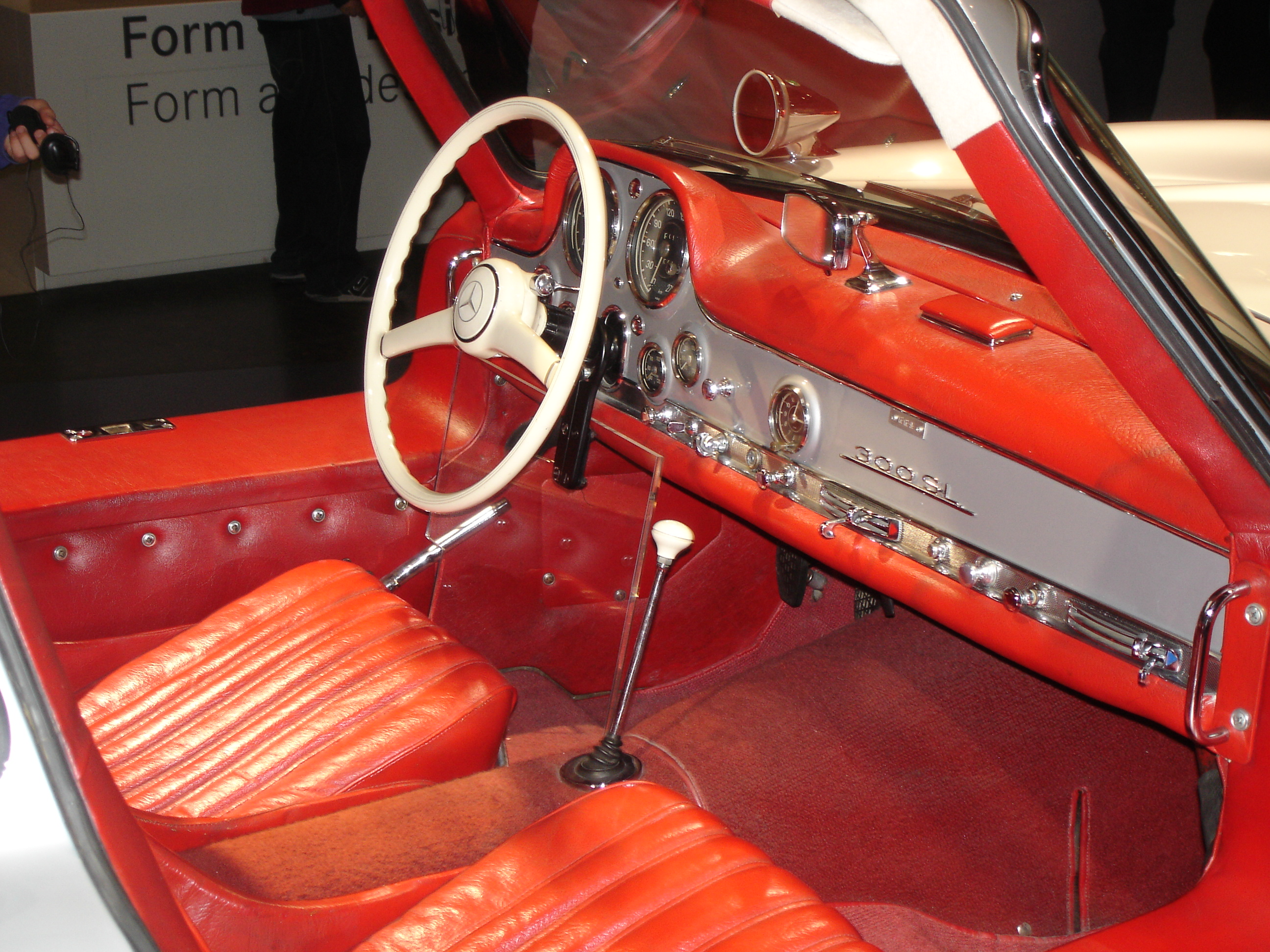
Intérieur
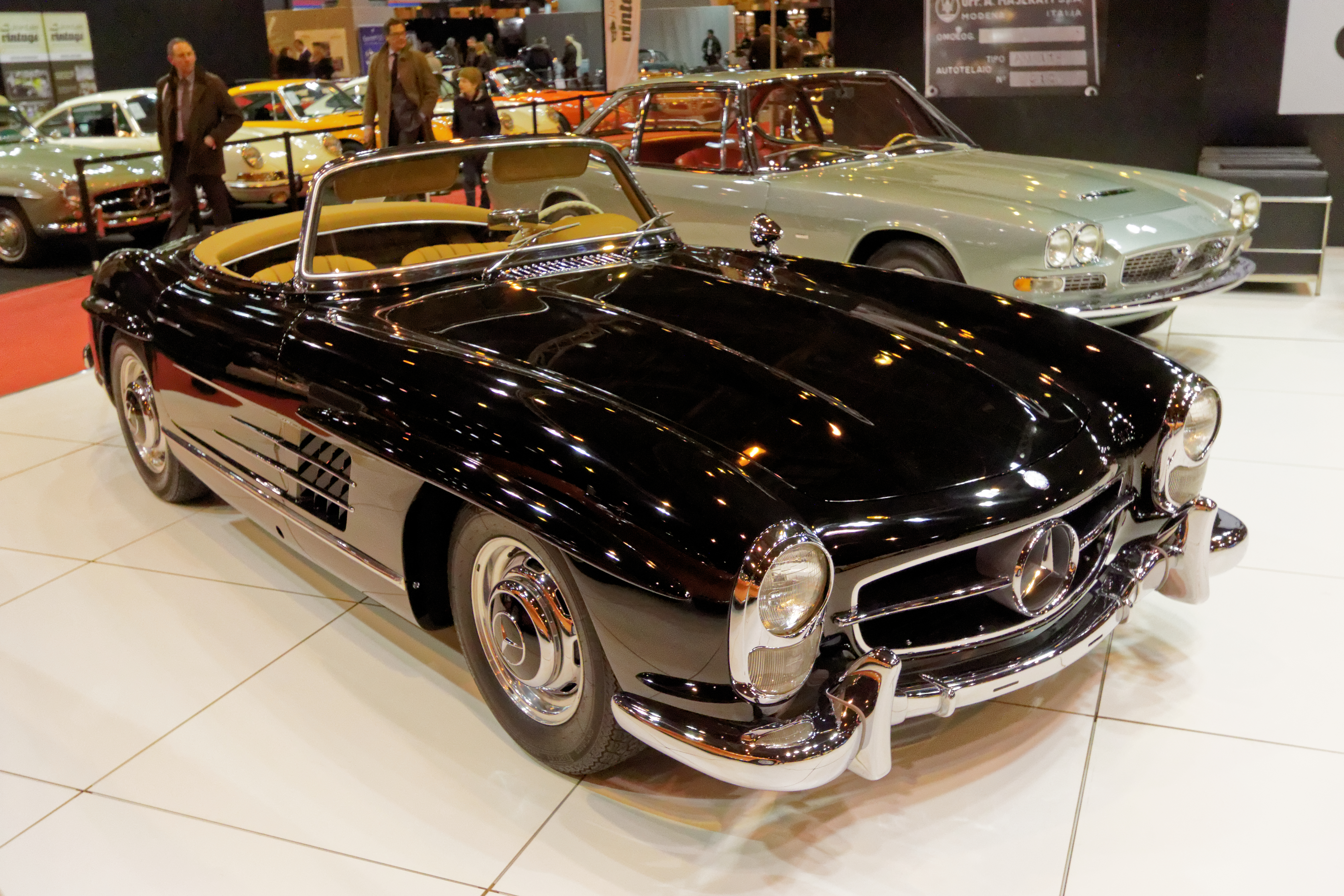
Une Mercedes 300 SL Roadster de 1958
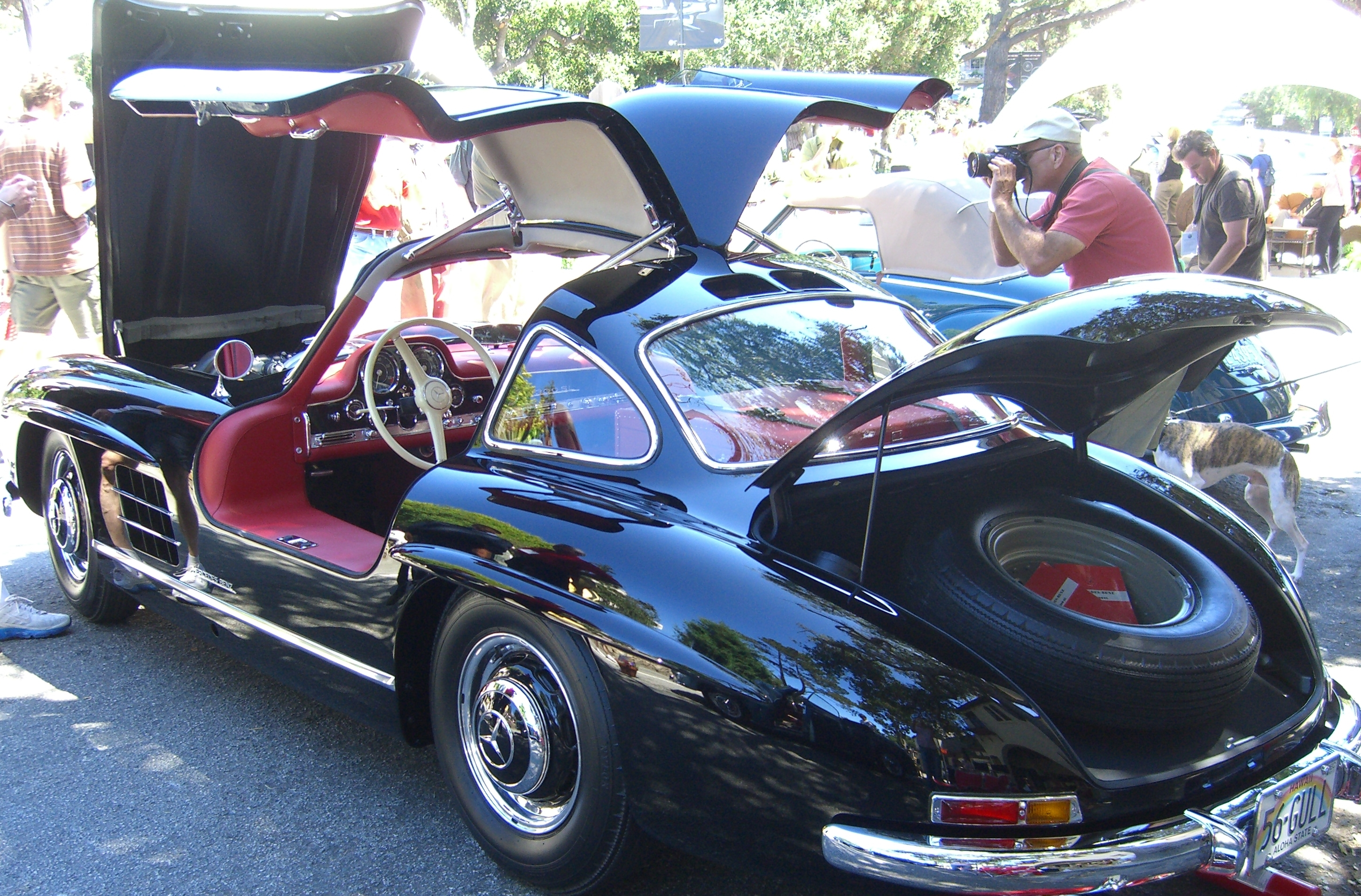
Pebble Beach Concours d'Elegance 2007
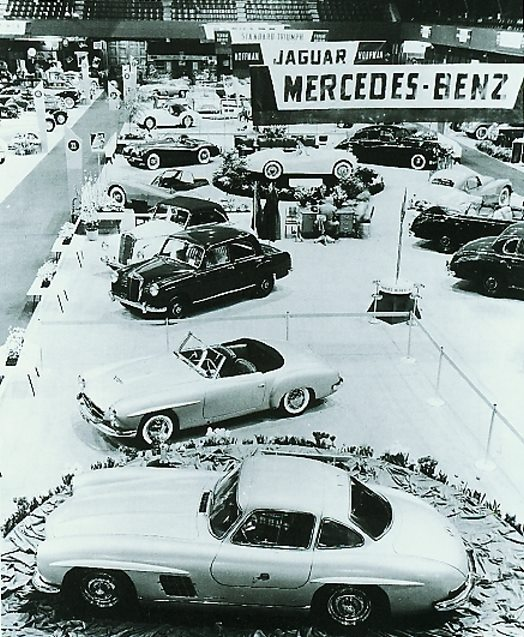
Modèles 300 S Cabriolet, 190 D, 190 SL et 300 SL au salon de New York 1954

La nouvelle W198 qui fait sa première apparition au Salon de New-York sous la forme d'un coupé avec les mêmes étonnantes « portes papillon » que son ainée. Le modèle 300 SL, basé sur une voiture de compétition à succès, est célèbre pour être la première Mercedes équipée de l'injection d'essence. « 300 » indique la cylindrée de trois litres. La terminologie « SL » signifie « super-leicht » (pour « très léger »).
Au vu du prix stratosphérique de 11 000 $ en 1955 pour l'acquisition d'une 300 SL, une version « light » fut construite sur la même chaine de montage de Fellbach (Allemagne) sous l'appellation 190 SL. Malgré leur silhouettes très similaires, la 300 SL et la 190 SL sont deux véhicules très différents au point de vue technologique. La 300 SL, contrairement à la 190 SL, présentait des aspects techniques que nul autre modèle n'offrait à l'époque tels : un châssis tubulaire (comme une moto), alimentation par injection (à partir de 1955), freins à disques (à partir de 1962), etc. En tout état de cause, les deux modèles 300 SL et 190 SL furent remplacés en 1963 par un modèle unique : le roadster 230 SL.
Une toute petite première série de la 300 SL, reconnaissable à ses feux de position au sommet des ailes avant, dotée d'un moteur six-cylindres de 3,6 L à carburateurs, fut produite avant sa vraie production qui commence en août 1954.
Dès 1954, Mercedes-Benz produisit également des carrosseries légères  en plastique armé de fibre de verre.

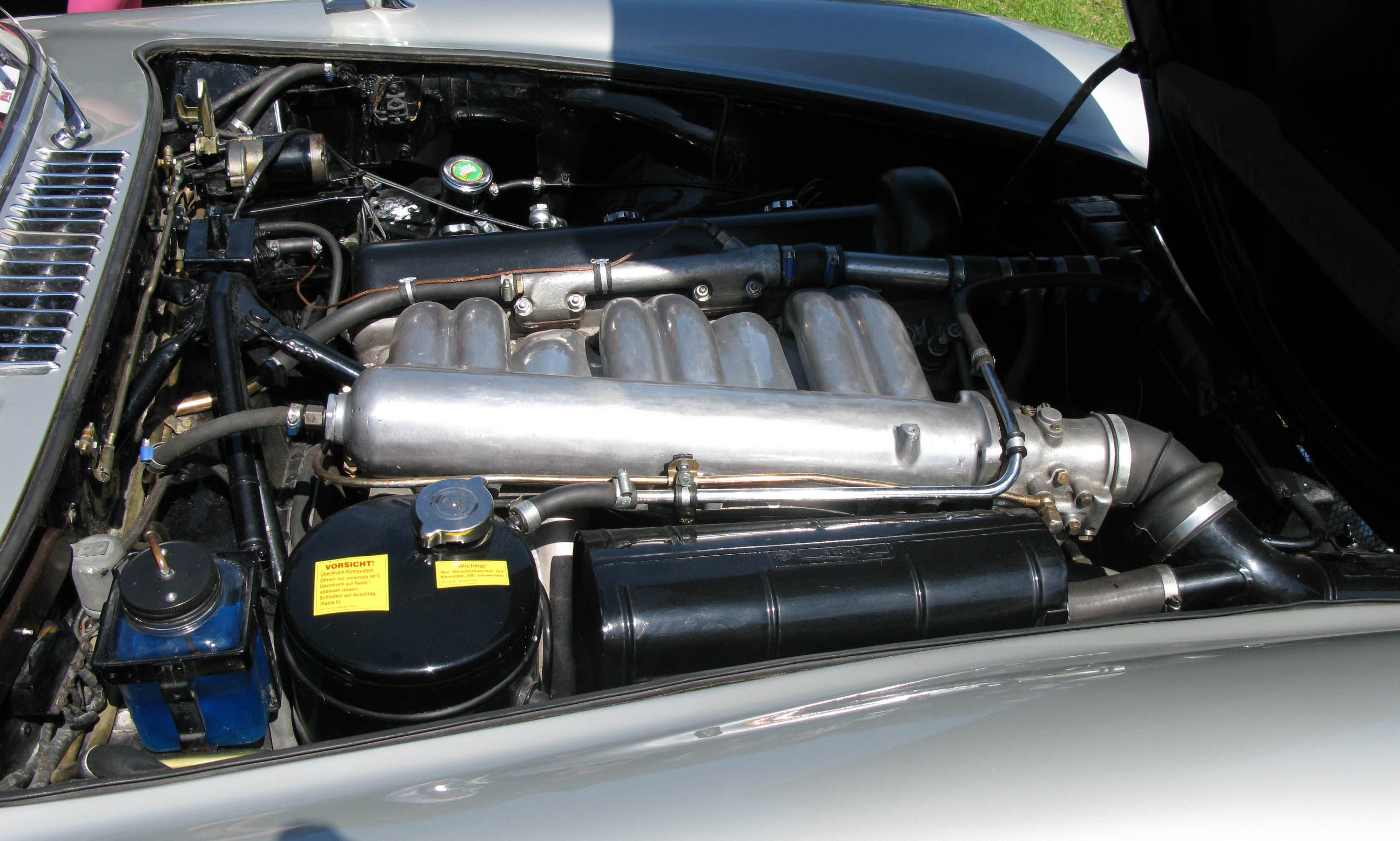
Moteur six-cylindres 300 SL
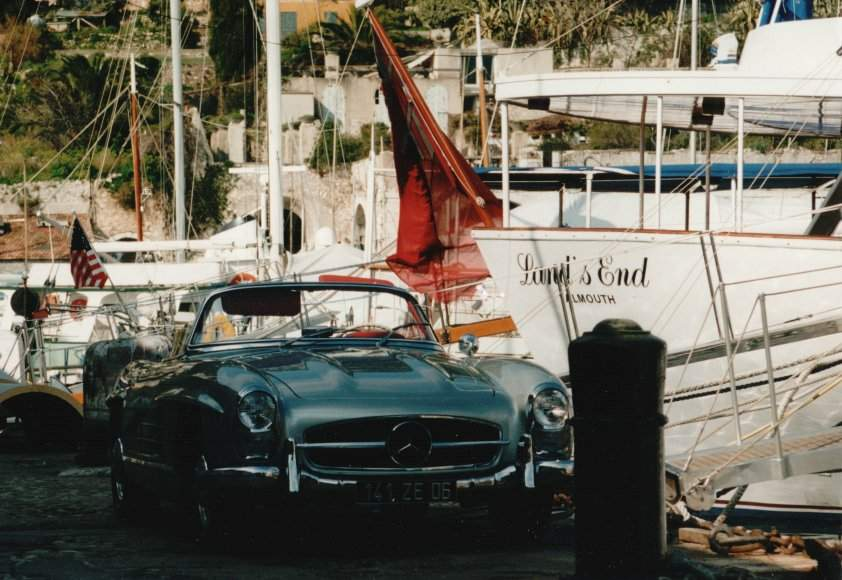
Mercedes-Benz 190 SL sur la Côte d'Azur
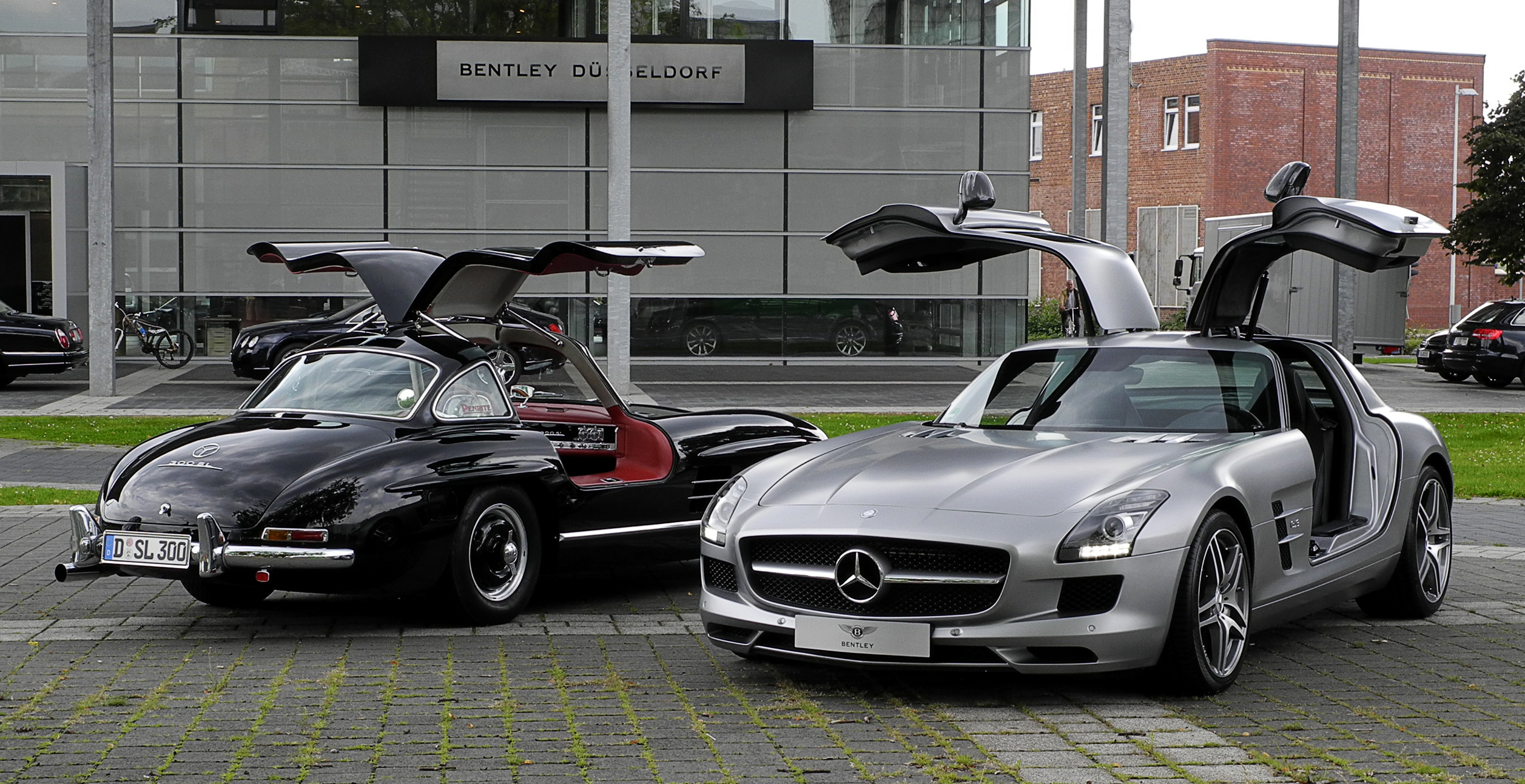
Avec une Mercedes-Benz SLS AMG de 2010

80 % de la production fut vendue aux États-Unis, ainsi que l'avait prédit son importateur Max Hoffman, ce qui contribua fortement dans ce pays à donner à Mercedes-Benz une image de voitures sportives et même « sexy ». Elle était construite en acier à l'exception du capot, des portes et du coffre qui étaient en aluminium. Il était possible de commander une carrosserie tout en aluminium qui permettait d'alléger le véhicule de 80 kg pour un prix plus élevé (seulement 29 exemplaires furent ainsi produits : 26 en 1955 et 3 en 1956). La production très limitée de cette dernière en fait une des automobiles de collection les plus chères de l'histoire de l'automobile.
Les propriétaires de Mercedes-Benz 300 SL sont soutenus par Gull Wing Group International, qui a débuté en 1961. 

## Portes papillon
Le coupé est doté de portes papillon, solution technique adoptée à cause du châssis tubulaire et du seuil élevé de la porte. Ces portes papillon ont comme inconvénient majeur de déverser l'eau de pluie sur la tête des occupants lors de leur ouverture. Il fut vendu de 1954 à 1957. L'entrée et la sortie de la voiture requiert un peu de gymnastique en obligeant à glisser ou s’asseoir d’abord sur le seuil. Cela est facilité par le basculement du volant.

## Moteur à injection d’essence
Le moteur (référence M198) incliné de 45° vers la gauche sur son axe pour que le capot et la ligne de caisse soient plus bas, est le 3 litres six-cylindres en ligne de la Mercedes-Benz 300 (type W186) et doté d'un système d'injection directe Bosch mécanique qui en double largement la puissance. De 115 ch en version carburateur sur la berline 300, le six cylindres en ligne délivre ainsi 240 ch à 6 100 tr/min sur la 300 SL. Ce nouveau système, basé sur certains brevets Citroën concernant la turbulence en fin de compression, permet une vitesse de pointe supérieure à 225 km/h, la transformant en l'automobile la plus rapide du monde à l’époque.
L'aérodynamique joue un rôle important et les ingénieurs allèrent même jusqu'à installer des ailerons au-dessus des échancrures des ouvertures des roues. Étant donné le style général on a suggéré que ces ailerons furent ajoutés pour la rendre plus aguichante aux acheteurs américains étant donné le kitsch du style de l’époque. À l'inverse des voitures des années 1950 la direction est raisonnablement précise et, la suspension indépendante assez confortable. Par contre la suspension arrière à essieu cassé arbres pivotant donne un comportement parfois délicat à maîtriser à cause des changements importants de carrossage et de voie sur sol bosselé, à haute vitesse et surtout sur le mouillé (R.W. Schelegelmich et Hartmut Lehbrink - ed. Könemann 1997 - avec le Mercedes-Benz Museum - Stuttgart , Liaison au sol et Comportement Routier - Michelin).

## Compétition
La 300 SL, Championne d'Europe des rallyes en 1955 (Werner Engel) et 1956 (partagé sur M-B 220 avec Walter Schock, déjà vice-champion d'Europe en 1955), et Championne d'Italie des voitures de Sports 1955 (Armando Zampiero), a gagné:
- Les 24 Heures du Mans 1952 (Hermann Lang et Fritz Riess; 2e Theo Helfrich et Helmut Niedermayr - doublé)
- La Carrera Panamericana 1952 (Karl Kling et Hans Klenk; 2e Hermann Lang et Erwin Grupp - doublé)

… et encore bien d'autres épreuves sur routes ouvertes ou fermées, dont:
- 1 Kilomètre départ lancé de Waterloo 1955 (Gilberte Thirion)
- Course de côte de Côme 1955 et 1956 (Gilberte Thirion)
- Liège-Rome-Liège 1955 (Olivier Gendebien et Pierre Stasse) et 1956 (Willy Mairesse et Willy Genin) (2e 1957 Jo Schlesser)
- Rallye Adriatique 1955 (Werner Engel)[4]
- Rallye des Tulipes 1955 (Hans Tak et Johan Niemöller) (de classe 1957 Werner Engel)
- 9e Rallye Stella Alpina  (ou Coupe d'Or des Dolomites) 1955 (dernière édition pour Olivier Gendebien et Gilberte Thirion; 2e Salvador Fabregas Bas)
- Rallye de l'Acropole 1956 (Walter Schock)
- Rallye de Sestrières 1956 (Walter Schock)
- Course de côte du Mont Ventoux 1956 (René Cotton)
- Rallye du Limousin 1957 (René Cotton)
- Rallye de Madère 1960 (Horácio Macedo)
  - 2e du Tour de France automobile 1956 (Stirling Moss et Georges Houel, Houel étant la même année 4e du premier Tour de Corse avec Sacazan)

… et toujours avec Macedo encore les titres suivants:
- Championnat du Portugal des rallyes 1957, des rallyes Grand Tourisme Spécial 1957 et 1958, et des rallyes Grand Tourisme 1960.

(nb: Eberhard Mahle, autre pilote officiel Mercedes, obtint également quelques succès en RFA avec cette voiture).

### Record insolite
Le record mondial de vitesse cycliste sur terrain plat et derrière abri a été établi le 19 juillet 1962 derrière une Mercedes 300 SL équipée d'un écran coupe vent aérodynamique, sur une autoroute allemande, à la vitesse phénoménale pour une bicyclette, de 204,78 km/h. Le champion cycliste était José Meiffret, premier humain à dépasser les 200 km/h à vélo, et le pilote de la Mercedes, qui avait le rôle crucial d'augmenter l'allure de façon très précise, était le coureur automobile Adolf Zimmer. Précédemment , Meiffret avait battu le même record derrière une moto Norton "Dominator" spécialement préparée, pilotée par le champion du monde motocycliste Geoffrey Duke, ainsi qu'une Talbot-Lago T26C.

### Quelques véhicules

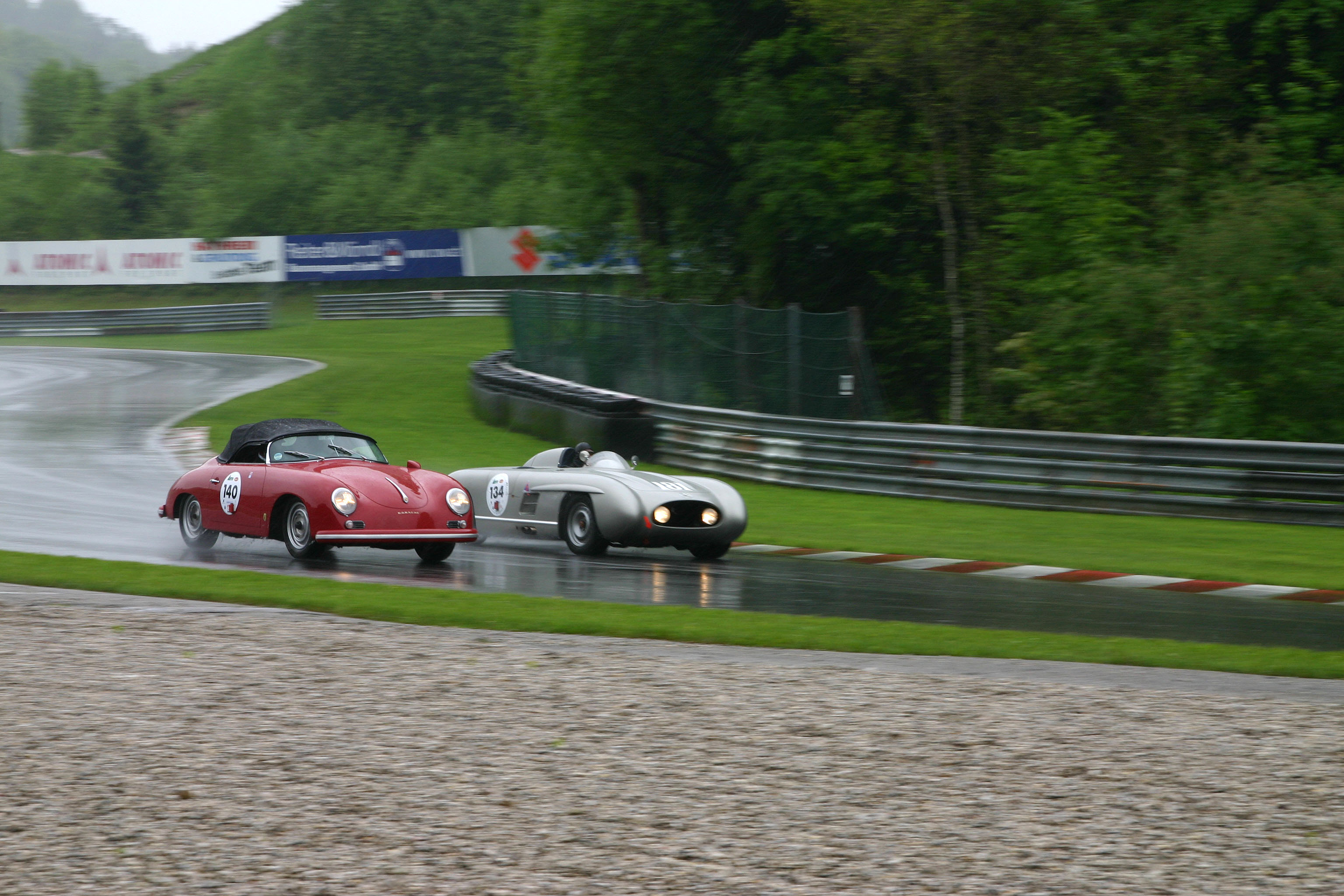
Avec une Porsche 356 Speedster (Gaisbergrennen)
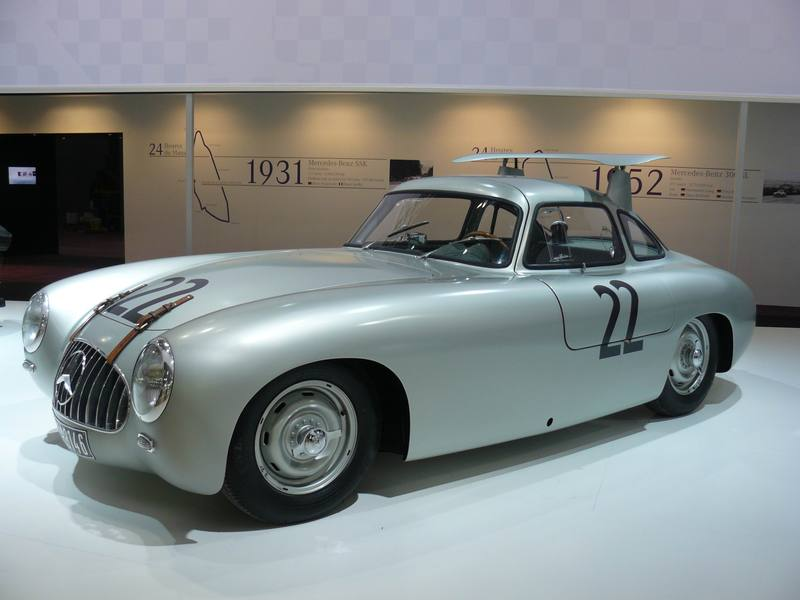
Mercedes 300 SL victorieuse du Prix de Berne 1952
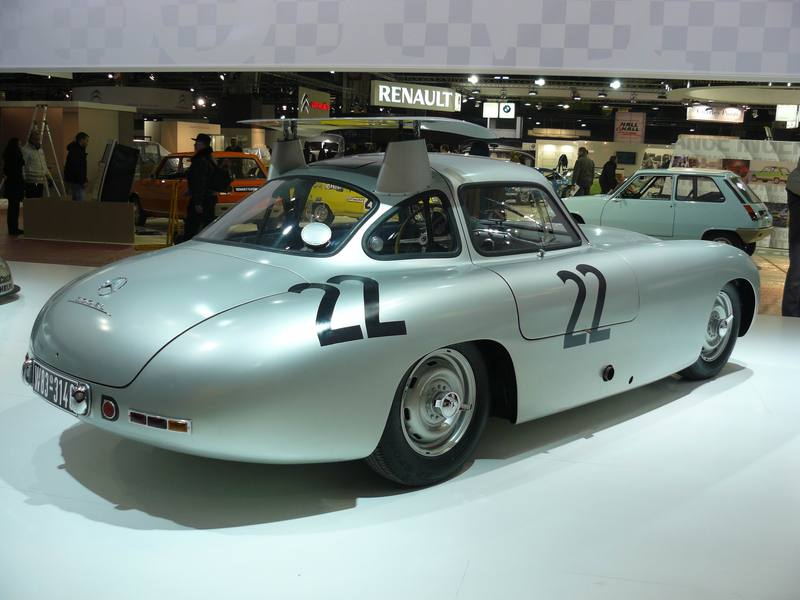
Mercedes 300 SL victorieuse du Prix de Berne 1952
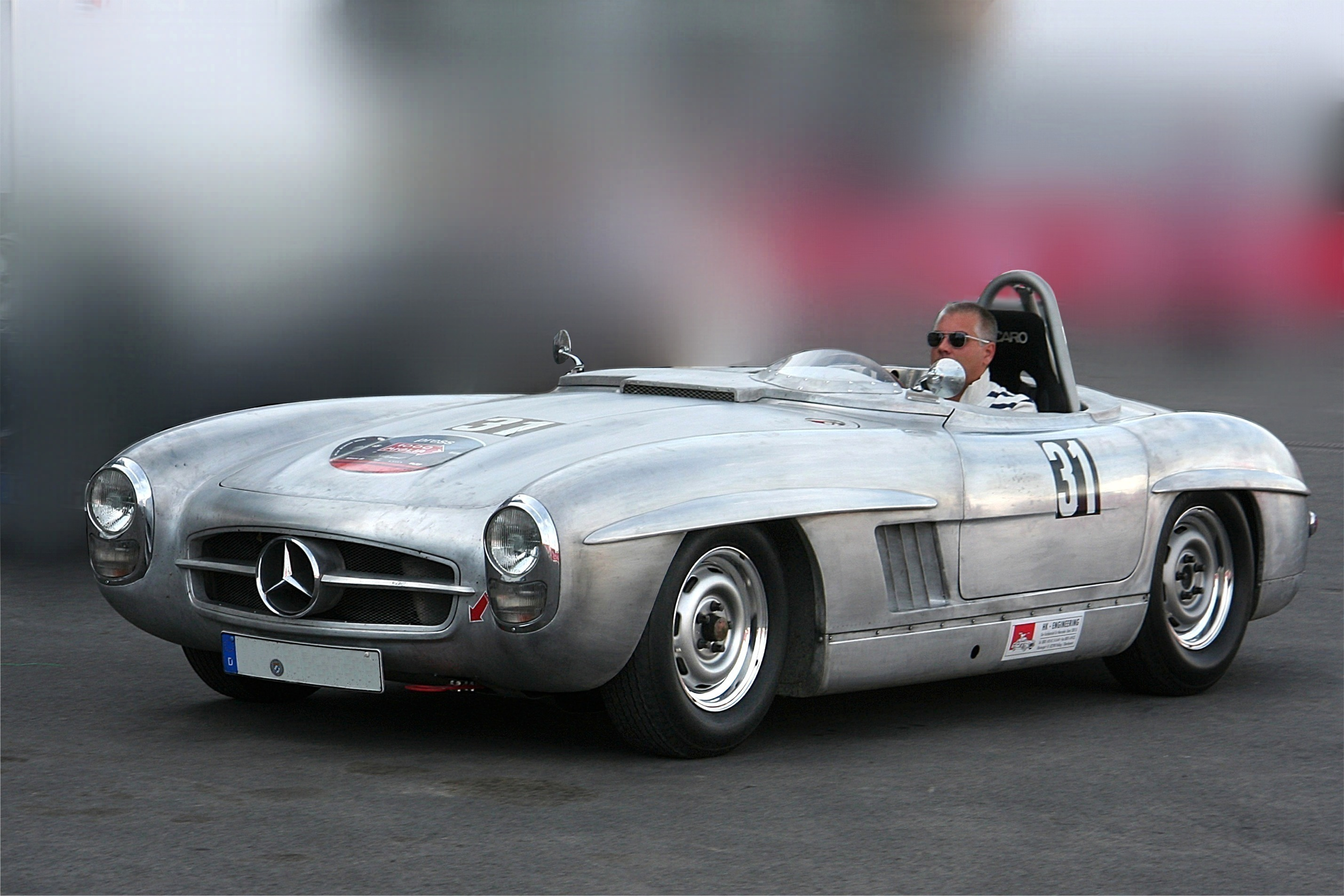
Mercedes-Benz 300 SL Roadster 1957
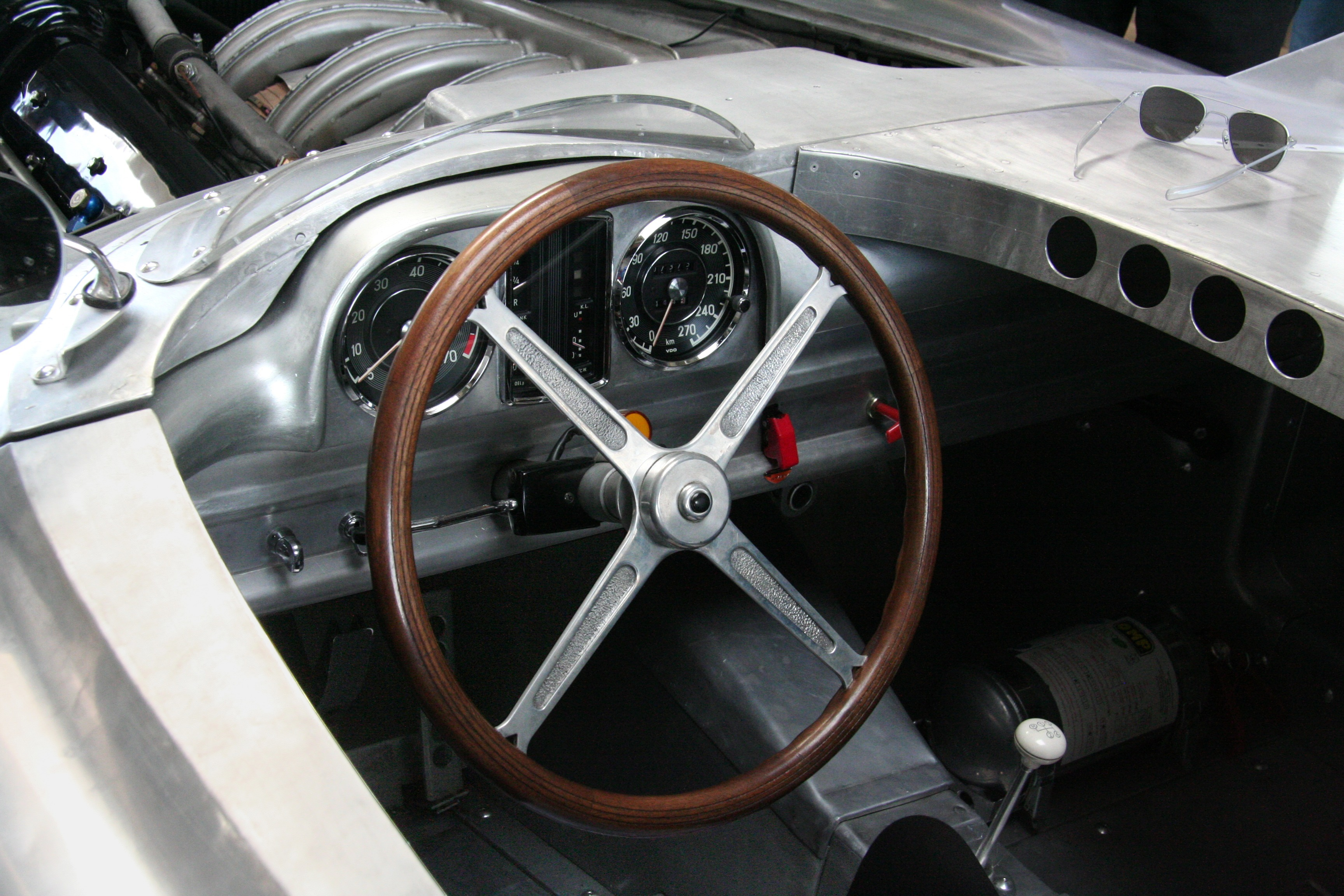
Mercedes-Benz 300 SL Roadster 1957
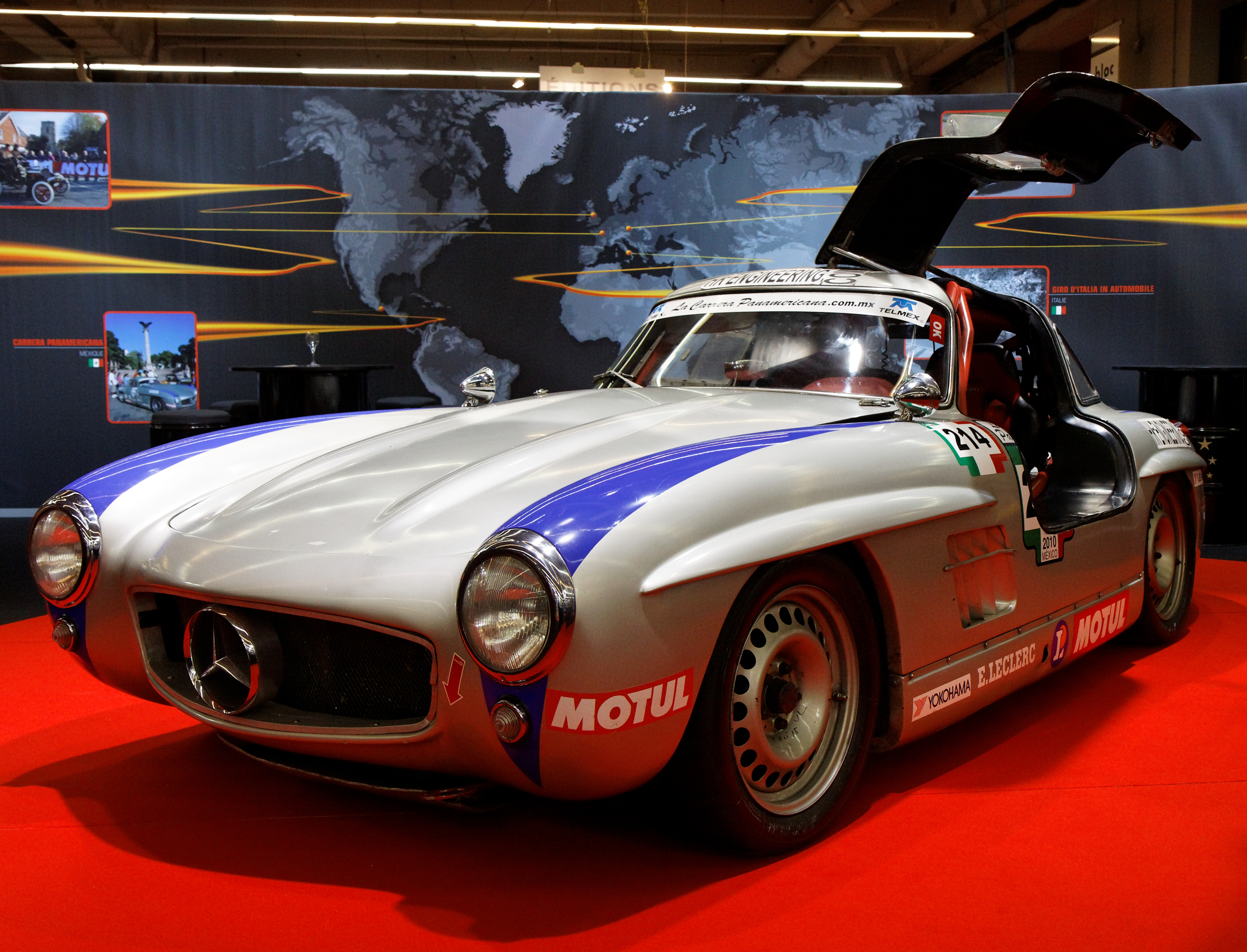
Rétromobile 2011

## Un avis éclairé: Paul Morand et la 300SL
L'écrivain et diplomate Paul Morand, un temps éloigné de France après-guerre en raison de ses relations avec le régime de Vichy, était un grand amateur d'automobiles haut de gamme. Voici les lignes qu'il consacre à la 300 SL dans son Journal Inutile qui retrace les dernières années de sa vie et qui n'a été publié qu'en 2001, conformément à ses dernières volontés. L'accession immédiate du modèle au statut de voiture légendaire ainsi que ses petits travers de tenue de route y sont décrits :

« D'habitude, les voitures anciennes, démodées, ne valent pas le prix de la ferraille. Une exception, la 300 SL qui vaut deux fois le prix que j'ai revendu la mienne, modèle 1957, revendue en 1959. Une merveille ; une fois j'ai frôlé la mort, entre Genève et Lausanne, je marchais à 160, j'ai sagement donné un coup de volant pour éviter un cycliste, en le dépassant. Après l'avoir dépassé, ayant voulu remettre l'auto dans la ligne droite, la direction s'est mise à flotter de plus en plus à mesure que j'essayais de la redresser. Jamais compris pourquoi. Une auto m'arrivait en face ; j'ai maintenu mon volant droit et serré, fermé les yeux, attendu le choc : rien ne s'est passé, j'ai repris mon équilibre. »

— Paul Morand, Journal Inutile